# Yenibaşlar, Bingöl
Yenibaşlar là một xã thuộc thành phố Bingöl, tỉnh Bingöl, Thổ Nhĩ Kỳ. Dân số thời điểm năm 2010 là 1.508 người.